# 鍬潟
『鍬潟』（くわがた）は、上方落語の演目。『角力取鍬潟』（すもうとりくわがた）とも。江戸落語にも移植されている。江戸落語では5代目三遊亭圓生が得意とした。
体の小さな男が、小兵力士が雷電爲右エ門に勝ったという話を聞かされて、自らも力士に志願する、という内容。原話は安永6年（1777年）の『新選噺番組』第5巻収録「一升入る壺は一升」（背が高くなりたいと願う小さな男が夢で童子から「飯と餅と酒を一斗食べてから寝て、起きるときに伸びをすると布団の長さにまで伸びる」と言われて実行し、喜んだところ座布団に寝ていたという落ち）。前田勇は「原話の面影をとどめないまでに改作してある」とする。

## あらすじ
ある男、背が小さいのを友人から馬鹿にされてコンプレックスを抱いていた。そんな男に、別の友人が「相撲をやったら体が大きなる」とアドバイスする。「自分が相撲なんて……」という男に、その友人がある逸話を語り始める。
その昔、鍬潟という四股名の相撲取りがいた。この人もそれほど背は高くなかった。ある時、その鍬潟と当時最強と謳われた大関雷電との取組が組まれた。下馬評では雷電が圧倒的有利。だが、鍬潟はある秘策をもって当日の土俵に臨んだ。行司の「ハッケヨイ」の声に立ち上がると、雷電は「こんな小兵は一突きで持ってってやろう」と手を突き出すが、なぜか手がツルリと滑って突きが利かない。実は鍬潟の秘策というのが、前日の夜に体に油を塗っておいて、この油でもって雷電の突きを躱す作戦だった。ならばと腕を掴んで引っ張り込もうとするが、やはりツルリと滑って上手く掴めない。持て余しているうちに、鍬潟に足を取られた雷電、土俵中央でひっくり返されてしまった。
場所が終わって数日後、油のからくりに対して怒りがまだ収まらない雷電は鍬潟に文句を言ってやろうと彼の家を訪ねる。鍬潟はやはりずるい勝ち方だと思ったのだろう、玄関先で平伏して雷電に平謝りに謝った。そんな鍬潟の生活ぶりを見て雷電が驚いた。
鍬潟は妻と3人の子供を抱えていたのであるが、当時は子供を設けると相撲が弱くなるという言われていた。それにもかかわらずあれだけの相撲が取れることに雷電は感心し、これからは自分と兄弟分の付き合い、しかも自分が弟分になろうと言ったという。
この逸話を聞いて男は奮起して、友人の紹介である相撲部屋に通うようになる。
ある日、稽古でくたくたになった男は家に帰ってくるなり、ばったりと倒れて寝てしまう。やがて、目が覚めた男、母親がかけてくれたのか、布団がかかっていることに気が付く。手を伸ばしてみると、不思議なことに昨日までは布団から出なかったはずの手が出る。足を伸ばしてみると、やはり足が出る。
「おっ母、稽古はするもんや。昨日は布団から出なんだ手や足が、出るようになった」
すると母親が、「そら出るはずやわ。座布団かけといた」

## バリエーション
宇井無愁(1976)掲載のあらすじでは、小さな男が大きくなりたいというきっかけは、関取が道頓堀の芝居小屋に顔パスで入ったのに付いていこうとして断られたから、となっている。また宇井無愁も東大落語会編『落語事典 増補』も、鍬潟は普通に雷電に勝ったとし、落ちで寝ている夜具を教えるのは主人公の妻となっている。